# Jean Swank
Jean Hebb Swank es una astrofísica conocida por sus estudios sobre agujeros negros y estrellas de neutrones.

## Primeros años y educación
Swank se graduó en física en el Bryn Mawr College en 1961. Dos de sus profesores de física en Bryn Mawr eran exalumnos de Caltech. Ellos influyeron en su decisión de asistir a la escuela de posgrado en el Instituto de Tecnología de California. Bajo la supervisión de Steve Frautschi, obtuvo su doctorado en física en 1967. Su tesis fue "Correcciones radiativas a las interacciones de neutrino-electrón".

## Carrera en la enseñanza
Swank enseñó física como profesora asistente en la Universidad Estatal de California, Los Ángeles desde 1966 hasta 1969.  Después de su matrimonio, Swank se mudó a Illinois donde enseñó en la Universidad Estatal de Chicago desde 1969 hasta 1971.
En 1971, Swank y su esposo se mudaron a Ankara, Turquía, para unirse a la facultad de la Universidad Técnica de Medio Oriente como profesores asistentes. Allí conoció a Hakkı Boran Ögelman, investigador de astrofísica de alta energía y jefe del departamento de física en ese momento que había estado involucrado en el grupo de astronomía de rayos gamma en el Centro de vuelo espacial de Goddard. A través de él, Swank se enteró de los experimentos en desarrollo para el octavo Observatorio Solar Orbital que se lanzaría en 1975. Después de que ella regresó a los Estados Unidos, Swank solicitó y recibió una beca postdoctoral en Goddard.

## Carrera en la NASA
Swank se asoció por primera vez con la NASA como Asociada Residente de Investigación para el Consejo Nacional de Investigación de la Academia Nacional de Ciencias (NAS/NRC) en la Rama de Astrofísica de Rayos X ubicada en el Centro de vuelo espacial de Goddard .
Swank fue la investigadora principal de Proportional Counter Array (PCA) y científica del proyecto para el proyecto Rossi X-ray Timing Explorer (RXTE) lanzado en diciembre de 1995. En 1999, a Swank se le otorgó el Premio Bruno Rossi junto a Hale Bradt "por sus roles clave en el desarrollo del Rossi X-Ray Timing Explorer, y por los importantes descubrimientos resultantes relacionados con las observaciones de alta resolución de objetos astrofísicos compactos".
Swank fue nombrada investigadora principal del proyecto Pequeño Explorador de Gravedad y Magnetismo Extremo (GEMS).  La misión GEMS se canceló en 2012 debido a los costes proyectados del 20 al 30 por ciento sobre el presupuesto.
A lo largo de su carrera en el Centro de vuelo espacial Goddard, Swank centró su investigación en observar y analizar las emisiones de rayos X de los agujeros negros y las estrellas de neutrones.  Fue elegida miembro de la Sociedad de Física Estadounidense en 1993.  Escribió o coescribió más de 300 artículos científicos publicados en revistas científicas o por la NASA durante su carrera. En junio de 2013, a Swank se le otorgó la Medalla al Servicio Distinguido de la NASA .
Swank se retiró en 2013. El Centro de vuelo espacial Goddard la califica como científica emérita en su esquema biográfico.

## Vida personal
Mientras participaba en un programa de investigación de verano en la Universidad de Maryland, conoció a Lowell James Swank, otro físico. Se casaron en 1969, después de que él aceptara un puesto en el Laboratorio Nacional Fermi en Illinois.